# Église Saint-Jean-l'Evangéliste de La Ville-aux-Bois-lès-Pontavert
L'église Saint-Jean-l'Evangéliste est une église située à La Ville-aux-Bois-lès-Pontavert, dans le département de l'Aisne, en France.

## Localisation
L'église est située sur la commune de La Ville-aux-Bois-lès-Pontavert, dans le département de l'Aisne.

## Historique
L'église actuelle est construite à l'emplacement de l'ancienne église Saint Joseph complètement détruite lors de la première guerre mondiale. Le déblaiement des ruines n'a commencé qu'en juillet 1929. La reconstruction s´est achevée à la fin 1931 et baptiséé le 30 octobre 1932.